# 平塚市立岡崎小学校
平塚市立岡崎小学校（ひらつかしりつ おかざきしょうがっこう）は、神奈川県平塚市岡崎にある公立小学校。

## 沿革
- 1873年（明治6年） - 開校[1]。
- 1947年（昭和22年） - 学制改革により、岡崎村立岡崎小学校と改称[4][1]。
- 1956年（昭和31年）9月30日 - 岡崎村の平塚市への合併により、平塚市立岡崎小学校と改称。
- 1971年（昭和46年） - 体育館を落成[4]。
- 1972年（昭和47年） - 普通教室・特別教室棟（校舎北棟西）を落成[4]。
- 1973年（昭和48年） - 普通教室・管理教室棟（校舎北棟中）を落成[4]。
- 1977年（昭和52年） - 普通教室（校舎北棟東）を落成[4]。
- 1983年（昭和58年） - 普通教室（校舎南棟）を落成[4]。
- 2013年（平成25年） - 放送設備改修工事実施[1]。
- 2019年（令和元年） - プール塗装等修繕実施[1]。
- 2025年（令和7年）度 - 校舎北棟（西・中・東）を改修（予定）[1]。

## アクセス
- 神奈川中央交通「平92」・「平93」の系統で、「稲荷坂」停留所下車後、徒歩約250m・約4分。

## 周辺
- 平塚市立上ノ入公園
- 岡崎神社
- 平塚市役所岡崎市民窓口センター
  - 平塚市岡崎公民館
- 湘南農業協同組合（JA湘南）岡崎支店
- 鈴川
- 神奈川県警平塚警察署岡崎駐在所
- ゆうかり保育園
- 平塚市立大住中学校

## 通学地域
出典
- ふじみ野1丁目
- ふじみ野2丁目
- 岡崎（1～6番地・78番地を除く）

## 主な進学先
出典
- 平塚市立大住中学校